# Svart lövbock
Svart lövbock (Stenostola ferrea) är en skalbaggsart som först beskrevs av Franz Paula von Schrank 1776.  Svart lövbock ingår i släktet Stenostola, och familjen långhorningar. Arten har ej påträffats i Sverige.

## Bildgalleri

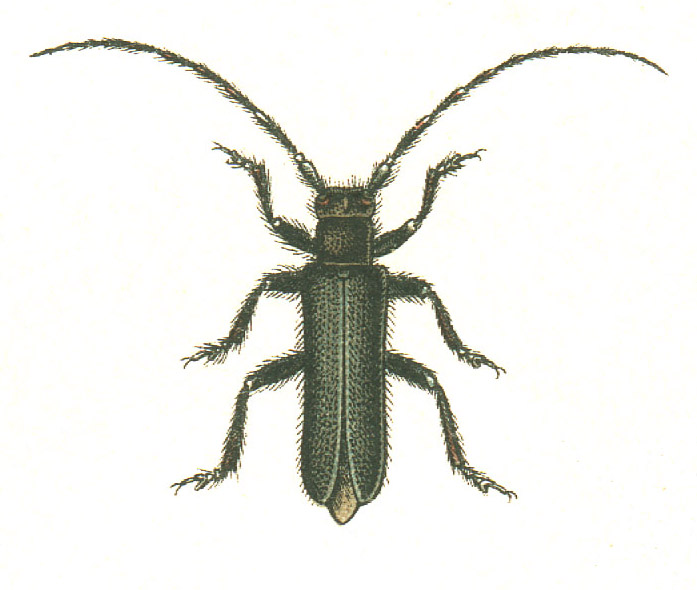
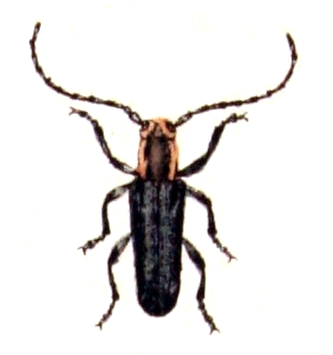
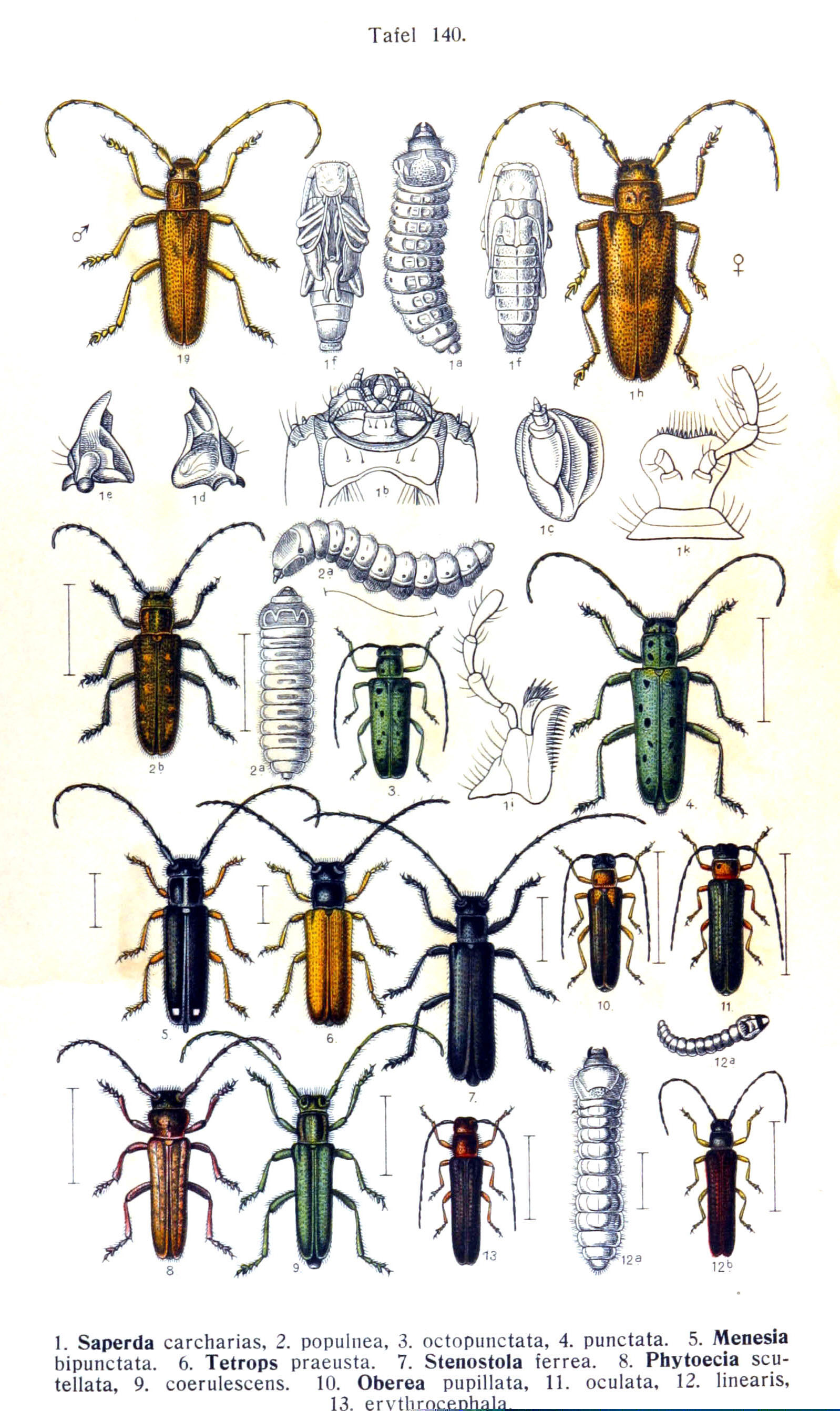